# Platy (Grecia)
Platy (in greco Πλατύ?) è un ex comune della Grecia nella periferia della Macedonia Centrale di 11128 abitanti secondo i dati del censimento 2001.
È stato soppresso a seguito della riforma amministrativa, detta Programma Callicrate, in vigore dal gennaio 2011 ed è ora compreso nel comune di Alexandreia.

## Località
Platy è suddiviso nelle seguenti comunità (i nomi dei villaggi tra parentesi):
- Platy (Platy, Ergotaxio Loudia)
- Arachos
- Kleidi
- Koryfi (Koryfi, Palaiochora)
- Lianovergio
- Platanos
- Prasinada (Prasinada, Kydonia, Niselloudi)
- Trikala